# Manufacture Belge de Lampes Electriques
Manufacture Belge de Lampes Electriques of MBLE was een Belgische fabriek van gloeilampen en elektronische componenten en een tijd lang de grootste Belgische fabriek in zijn soort.
Het bedrijf werd in 1911 opgericht te Vilvoorde onder de naam: La lampe Brabant. Men produceerde aanvankelijk gloeilampen onder de merknaam Mazda (la meilleure lumière!). Vanaf 1924 werden ook elektronenbuizen vervaardigd, nu onder de merknaam Adzam (la meilleure musique!). In 1925 begon een samenwerkingsverband met Philips.
In 1947 begon men met de productie van TL-buizen en in 1949 ging men elektronische componenten vervaardigen en zich eveneens bezighouden met telecommunicatie en kernfysica. Aldus steeg het aantal academisch gevormde technici tot meer dan 160 in 1955. Er werden eveneens moderne fabrieken gebouwd te Brussel aan de Twee-stationsstraat, te Evere aan de Cicerolaan en te Anderlecht aan de Gespstraat en de Maurice Herbettelaan. Tussen 1948 en 1955 verdrievoudigde het personeelsbestand. Eind jaren 60 van de 20e eeuw werd een fabriek gebouwd te Grâce-Hollogne. In 1961 kwam een fabriek voor condensatoren in Roeselare gereed. Deze verhuisde in 1965 naar Beveren. Er werkten toen 5500 mensen bij MBLE. Men ging ook halfgeleiders vervaardigen. Er waren grootse toekomstplannen maar het tij keerde.
Vanaf 1957 werd de integratie met Philips hechter. In 1958 nam MBLE deel aan de Expo 58 met een eigen paviljoen, in de vorm van een elektronenbuis. In 1967 ging men Philips-geluidsopnameapparatuur in België verkopen.
In 1981 werd MBLE geheel binnen Philips geïntegreerd en verdween de naam MBLE. De vestiging in Beveren werd steeds verder ingekrompen. Begin 21e eeuw werd Philips-Beveren overgenomen door de Amerikaanse producent van foliecondensatoren Vishay BC Components. Deze besloot in 2008 het reeds sterk afgeslankte bedrijf te sluiten, waarbij nog eens 70 ontslagen vielen.